# ستيف بيلون
ستيف بيلون هو سياسي أمريكي، ولد في 11 سبتمبر 1969 في نورث بابل في الولايات المتحدة. نشط حزبياً في الحزب الديمقراطي.